# Tour méditerranéen 2009
La 36e édition du Tour méditerranéen a lieu du 11 au 15 février 2009. L'Espagnol Luis León Sánchez remporte la compétition.
L'épreuve fait partie de l'UCI Europe Tour 2009, en catégorie 2.1.

## Étapes
| Étape | Date       | Villes-étapes              | km         | Vainqueur d’étape  | Leader du classement général |
| ----- | ---------- | -------------------------- | ---------- | ------------------ | ---------------------------- |
| 1     | 11 février | Béziers - Narbonne         | 100        | Yauheni Hutarovich | Yauheni Hutarovich           |
| 2     | 11 février | Narbonne - Gruissan        | 25 (CLM/É) | Caisse d'Épargne   | Luis León Sánchez            |
| 3     | 12 février | Maubec-Coustellet - Istres | 108        | Kevyn Ista         | José Iván Gutiérrez          |
| 4     | 13 février | Greasque - Bouc-Bel-Air    | 155        | Robert Hunter      | Luis León Sánchez            |
| 5     | 14 février | Brignoles - Marseille      | 160        | Yauheni Hutarovich | Luis León Sánchez            |
| 6     | 15 février | Nice - Toulon (Mont Faron) | 165        | David Moncoutié    | Luis León Sánchez            |

## Classement général final
| Pos | Coureur            | Équipe                    |    | Temps            |
| --- | ------------------ | ------------------------- | -- | ---------------- |
| 1.  | Luis León Sánchez  | Caisse d'Épargne          | en | 16 h 09 min 19 s |
| 2.  | Jussi Veikkanen    | La Française des jeux     | +  | 24 s             |
| 3.  | Daniel Martin      | Garmin-Slipstream         |    | 52 s             |
| 4.  | Damien Monier      | Cofidis                   |    | 1 min 23 s       |
| 5.  | Danny Pate         | Garmin-Slipstream         |    | 1 min 27 s       |
| 6.  | Félix Cárdenas     | Barloworld                |    | 2 min 08 s       |
| 7.  | Vladimir Efimkin   | AG2R La Mondiale          |    | 2 min 12 s       |
| 8.  | Yannick Talabardon | Besson Chaussures-Sojasun |    | 2 min 41 s       |
| 9.  | Rémi Pauriol       | Cofidis                   |    | 2 min 50 s       |
| 10. | Piet Rooijakkers   | Skil-Shimano              |    | 3 min 16 s       |